# Rosaire Gauthier
 (novembre 2024).
Rosaire Gauthier (28 février 1904 - 15 décembre 1992) est un homme politique canadien français. Il fut conseiller municipal et par la suite maire de Chicoutimi de 1950 à 1964 et député fédéral de Chicoutimi de 1957 à 1958, sous la bannière du Parti libéral du Canada.

## Biographie
Rosaire Gauthier est né à Chicoutimi le 29 février 1904. Il est le fils de l’industriel Wilfrid Gauthier et de Herméline Pagé. Il fit ses études à l’Académie Commerciale et au Séminaire de Chicoutimi. Il a épousé Thérèse Boivin de Bagotville et eurent sept enfants. Monsieur Gauthier fut comptable pour l’entreprise la Chaussure Canadienne pour ensuite ouvrir un commerce d’abattoir et de salaison en 1938 à Chicoutimi-Nord. Élu conseiller municipal à Chicoutimi de 1946 à 1950, il sera maire de cette ville de 1950 à 1964. À partir de 1952, il est président du Conseil d’orientation économique du Saguenay, président de la section régionale de la Fédération des maires pour le district de Québec, vice-président et président en 1956-57 de l’Union des municipalités du Québec, président régional du Comité de la Défense civile pour Chicoutimi et Lapointe. Il était Chevalier de Colomb, 4e degré, membre de la Chambre de Commerce de Chicoutimi et de la Société Historique du Saguenay. Monsieur Gauthier est décédé le 15 décembre 1992. Un parc municipal porte son nom à Chicoutimi.

## Source
Le Progrès du Saguenay, Rosaire Gauthier a été choisi maire de Chicoutimi, jeudi, 13 avril 1950.
La Presse, Élection de M. R. Gauthier à Chicoutimi, Montréal, mercredi 2 août 1950, p. 18.